# Caesar DePaço
 (août 2025).
Caesar Manuel Cardoso Matos do Paço (né le 21 septembre 1965), également connu sous le nom de César DePaço, est un homme d'affaires portugais. Il était consul honoraire du Portugal et du Cap-Vert aux États-Unis, à Palm Coast, en Floride. DePaço est le PDG de Summit Nutritionals International, une entreprise du secteur alimentaire.
Après avoir été le premier – et unique – consul honoraire du Portugal en Floride, DePaço a été nommé au même poste pour représenter le Cap-Vert, mais a quitté ce poste après la révélation d'un don passé au parti d'extrême droite anti-immigration Chega, qui a également coïncidé avec la démission du ministre capverdien des Affaires étrangères. DePaço est devenu mécène du FC Porto en 2019 et du CF Canelas en 2020.
En 2021, DePaço a intenté une action en justice contre Wikipédia et ses éditeurs,, lequelle la Fondation Wikimedia qualifiée de procédure-bâillon. La Cour suprême du Portugal a ordonné à Wikipédia de supprimer certains contenus des articles Wikipédia anglais et portugais, et ordonne aussi de divulguer les données personnelles des éditeurs en question. Le 4 août 2025, la Fondation Wikimedia a annoncé qu'elle conformera aux ordonnances des tribunaux locaux portugais. La Fondation prend la décision de supprimer certaines informations des articles sur les projets Wikipédia anglais et portugais liés à DePaço; aussi, jusqu'à huit éditeurs précédemment impliqués pourraient avoir vu leurs données personnelles exposées dans des actions en justice au Portugal.

## Poursuite contre les médias
En juin 2021, le journal luso-américain LusoAmericano a rapporté que DePaço poursuivait en justice les médias portugais Sábado magazine, CMTV et SIC Notícias pour ce qu'il a appelé des « atteintes à son honneur et à son image, en raison de l'imputation de faux faits », notamment qu'il est le « principal financier de Chega », alléguant que cette affirmation avait éclipsé sa carrière dans les affaires internationales dans l'esprit du public portugais. DePaço a déclaré qu'il n'avait jamais été un financier de Chega, n'ayant fait qu'un seul don au parti dans les limites légales et n'étant par ailleurs impliqué ni en tant qu'activiste ni en tant que membre du parti.Il a également déposé des plaintes pénales contre Cofina (propriétaire de Sábado et CMTV), contre le directeur de Cofina, Eduardo Dâmaso, et le journaliste Alexandre Malhado, ainsi que contre les directeurs de l'information de SIC Notícias, Ricardo Costa et Marta Reis. Il dépose aussi une plainte le journaliste Pedro Coelho.